# Білоруська латинка
Білоруська латинська абетка також білоруська латинка (біл. беларуская лацінка, biełaruskaja łacinka) — спільна назва кількох історичних систем запису білоруського тексту латинською графікою. Використовується у Білорусі сучасній формі при дублюванні назв вулиць, станцій. Вживається деякими авторами, зацікавленими групами та пропагандистами у тижневику Наша Ніва, часописі Архэ, частково у пресі білоруської діаспори, а також в Інтернеті. Інструкція з транслітерації географічних назв Республіки Білорусь буквами латинського альфабету, як форма білоруської латиниці, офіційно використовується для транслітерації географічних назв Білорусі.

## Алфавіт

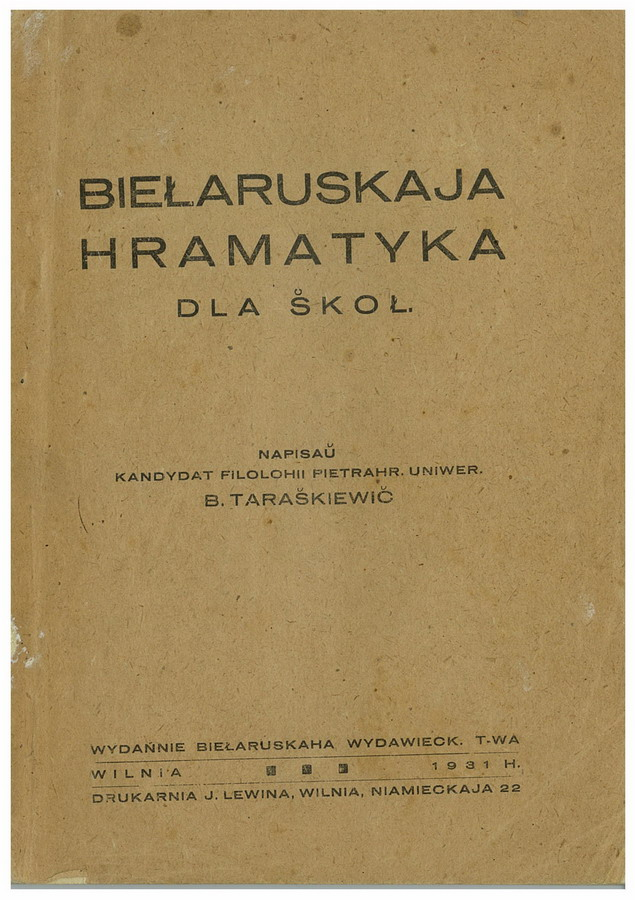
Обкладинка «Білоруської граматики для шкіл» Броніслава Тарашкевича, виданої латиницею, Вільнюс, 1931 р.

За час існування латиниці її алфавіт неодноразово змінювався. Сучасний алфавіт білоруської латиниці, який використовується з першої половини 1940-х років, виглядає наступним чином:
| Aa | Bb | Cc | Ćć | Čč    | Dd | Dz dz | Dź dź | Dž dž |
| Ee | Ff | Gg | Hh | Ch ch | Ii | Jj    | Kk    | Ll    |
| Łł | Mm | Nn | Ńń | Oo    | Pp | Rr    | Ss    | Śś    |
| Šš | Tt | Uu | Ŭŭ | Vv    | Yy | Zz    | Źź    | Žž    |

На практиці зустрічався альтернативний варіант білоруської латинки.
| Aa | Bb | Cc | Ćć | Čč | Dd |    |    |    |    |    |    |
| Ee | Ff | Gg | Hh | Xx | Ii | Ĭĭ | Jj | Kk | Ll |    |    |
| Ĺĺ | Mm | Nn | Ńń | Oo | Pp | Rr | Ss | Śś |    |    |    |
| Šš | Tt | Uu | Ŭŭ | Vv | Yy | Zz | Źź | Žž | Ʒʒ | Ʒ́ʒ́ | Ǯǯ |

## Історія

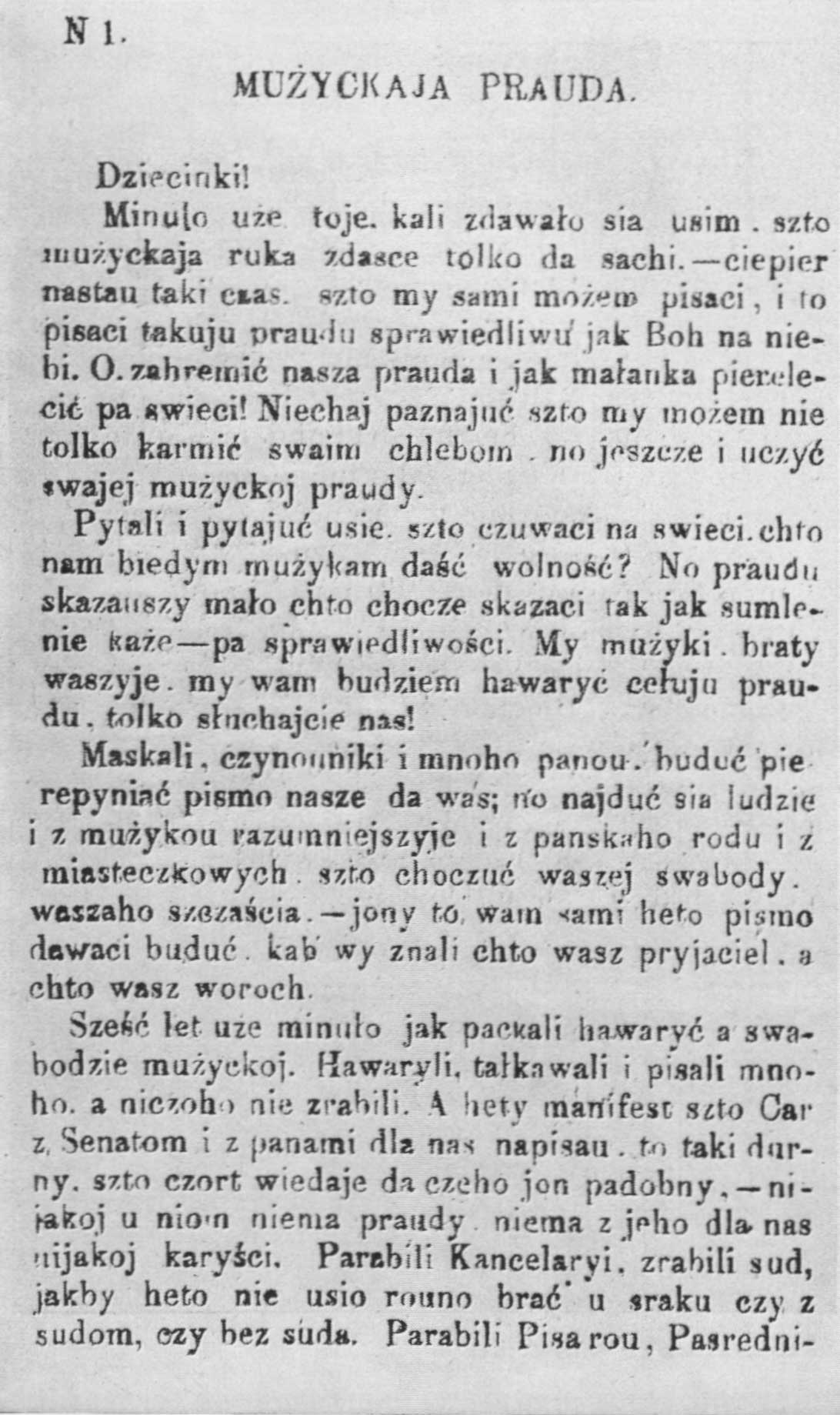
Перша сторінка першого номера «Мужицької правди» Кастуся Калиновського, 1863 р.

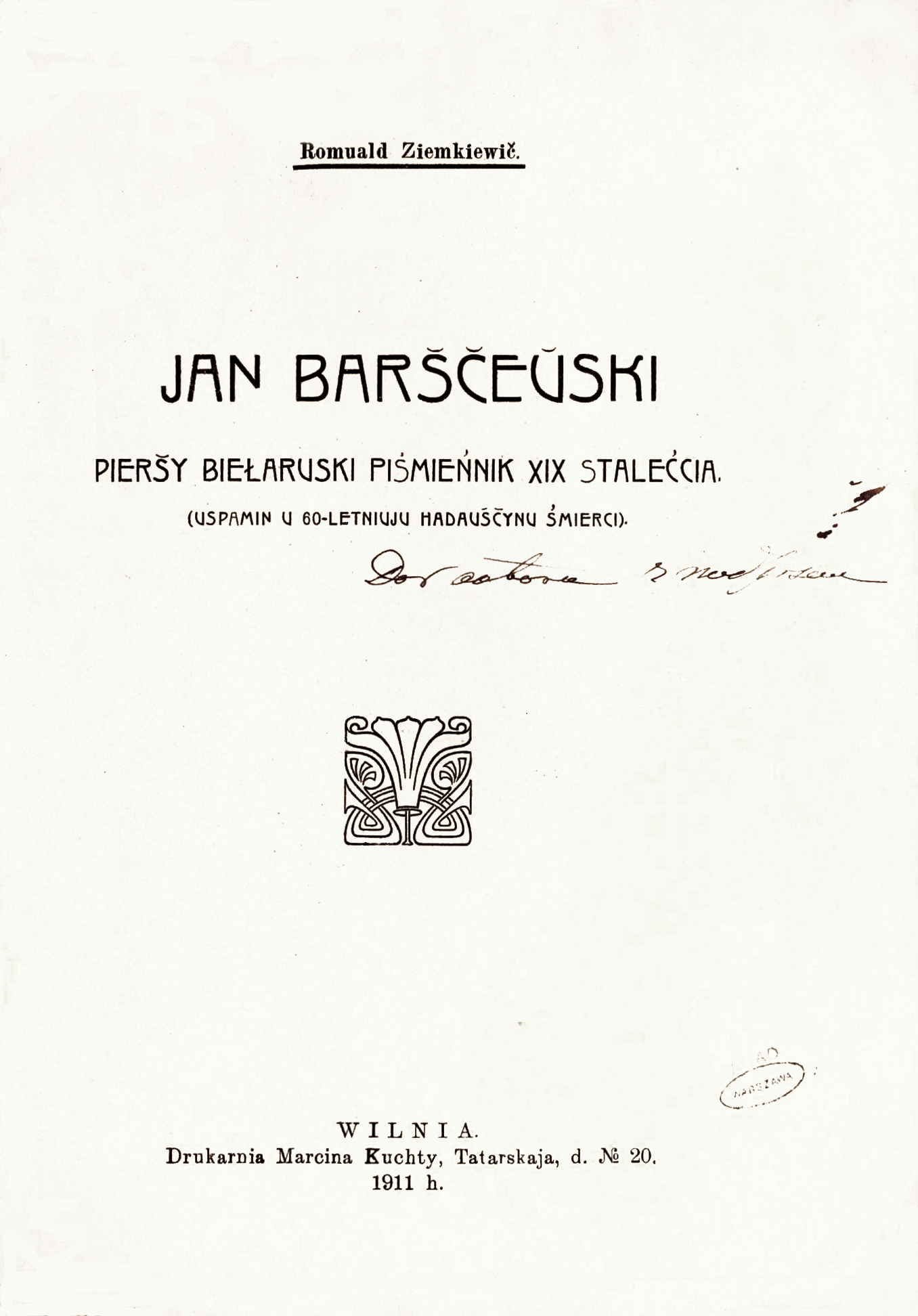
Ян Барщевський, місто Вільня, 1911

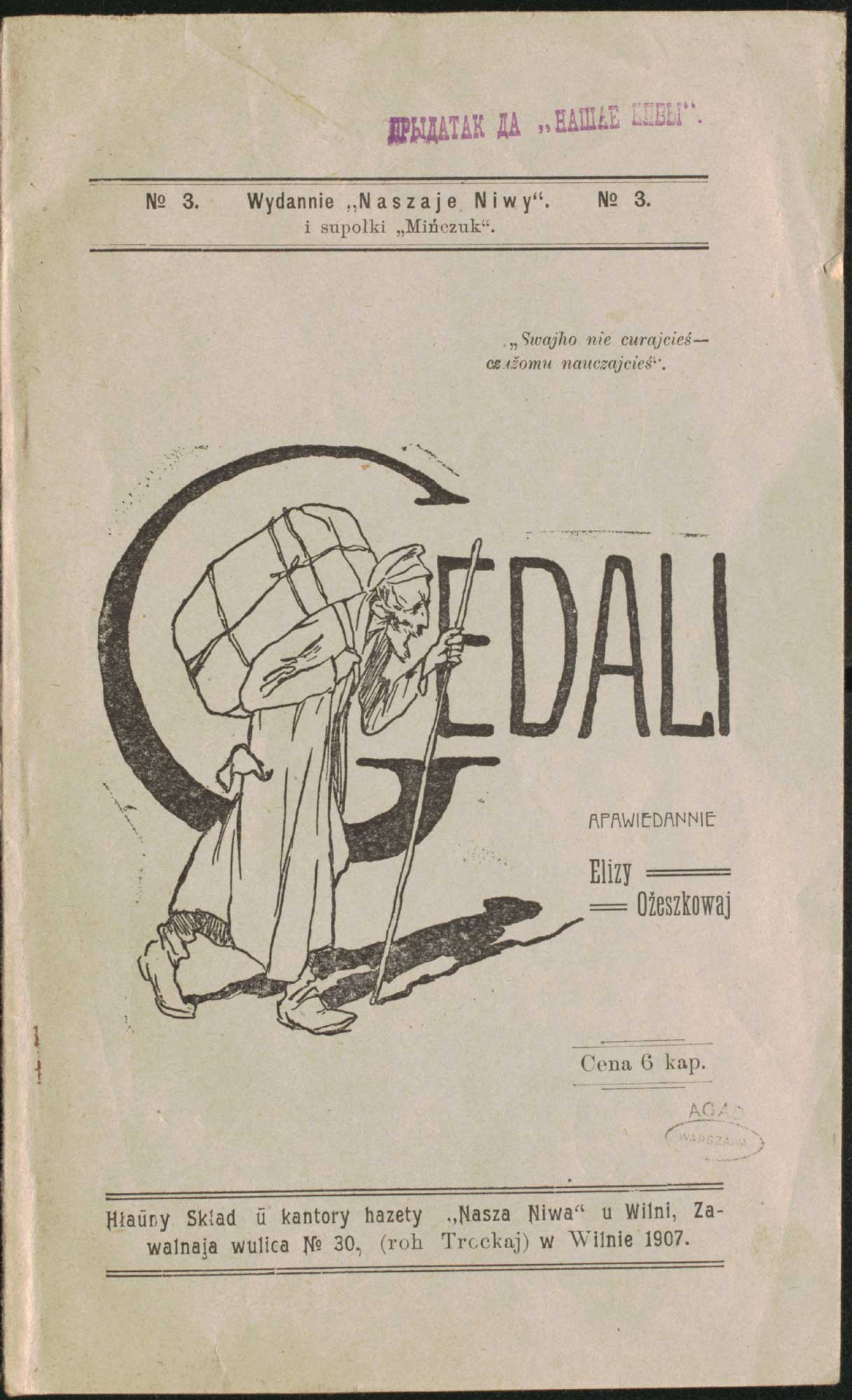
Обкладинка оповідання «Gedali» («Гедалі») Елізи Ожешко, 1907, Вільнюс. Видавництво Наша Нива

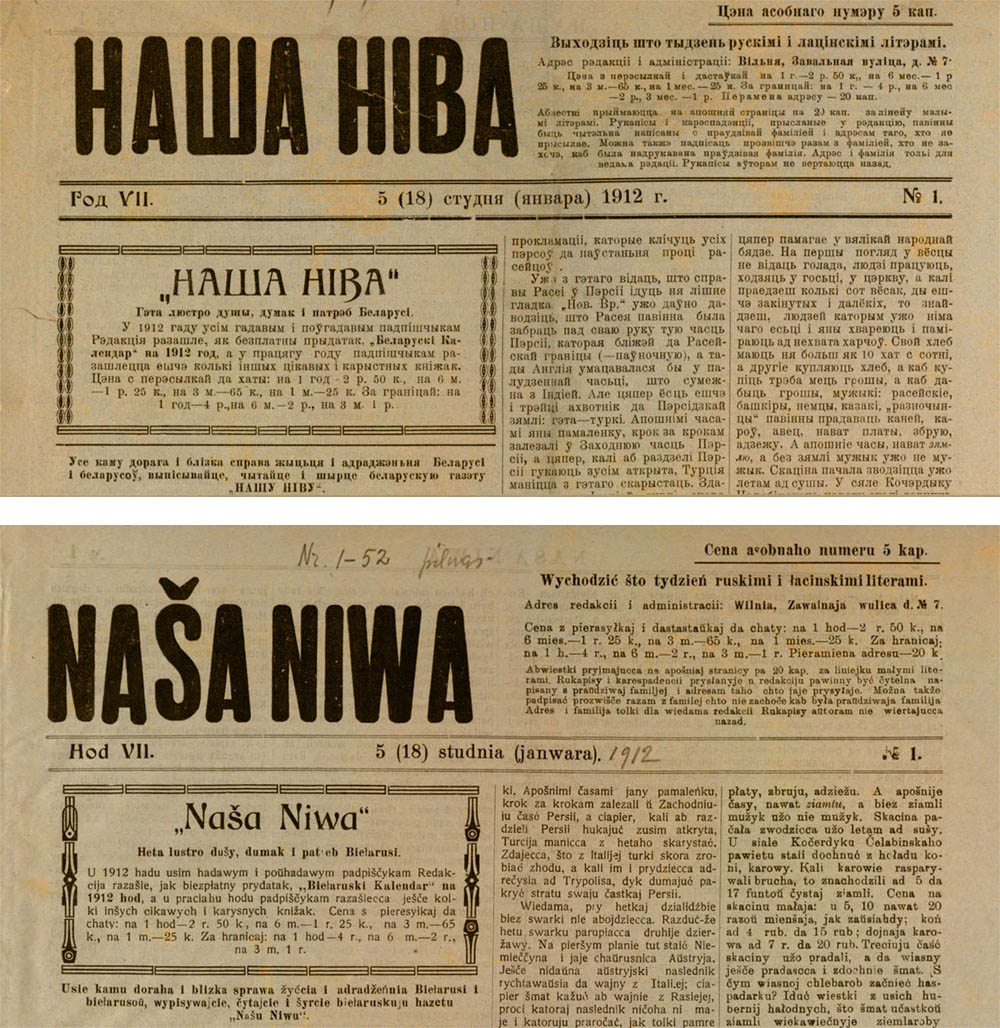
Наша Нива, 1912 № 1 крилицею і лацинкою

Ще в період Середньовіччя (XIV ст.) з'явилися перші відомі записи білоруського тексту латинським письмом з потреби включення старобілоруських цитат в польські і латинські тексти. Однак це були некодифікавані записи, і, очевидно, вони робилися з використанням правил польської орфографії стосовно передачі старобілоруських звуків.
Вже на ранній стадії свого розвитку старобілоруська писемність латинським алфавітом не була обмежена тільки документами на папері або пергаменті, а використовувалася також для широкого спектра інших офіційних і публічних функцій. Так, історична пам'ятка, дзвін з села Молодова (Іванівський район, Берестейська область), відлитий 1583 року, прикрашений написом старобілоруською латиницею.
В XVII ст. поступово розширилося використання латинського письма, паралельно з кирилицею, білоруськими римо-католиками.
В XVIII ст. латинським письмом, паралельно з кириличним, користувались в деяких літературних творах, написаних тодішньою білоруською мовою. В кінці 2013 року в Горецькому районі був виявлений курганний могильник і надгробний камінь, датований серединою XVIII ст., з написом зробленим білоруського латиницею: «Памажы, Госпадзе, Васілю року 1750».
В XIX ст. деякі польські письменники та білоруські літератори з польського культурного середовища користувалися латинським письмом, виключно або частково, в своїх роботах, написаних по-білоруськи. Серед них Ян Чачот, Вінцент Дунін-Мартинкевич, Францішек Богушевич. Революційний демократ Кастусь Калиновський друкував латинським письмом білоруськомовну газету «Мужицька правда» (в оригіналі: «Mużyckaja prauda»; вийшло 7 номерів протягом 1862—1863 роках). Нелегальне віршоване білоруське видання «Розмова двох сусідів» — попередниця «Мужицької правди» — теж друкувалася латиницею і активно розповсюджувалася переважно Білосточчиною і Гродненщиною. Відомо 6 номерів видання «Розмови», перше з яких вийшло у 1861 році.
Дунін-Мартинкевич посилався на той факт, що більшість грамотних людей серед простого народу Білорусі були грамотні саме в сенсі латинського алфавіту.

### XX століття
Звичай латинського запису білоруського тексту поступово зник з ужитку протягом XX століття, хоча ще на початку спостерігалося співіснування двох шрифтів. Багато білоруських видань друкувалися латиницею або частково латиницею. Нею видавалася газета «Наша доля» (1906). «Наша Нива» (номери з періоду 10 листопада 1906 — 31 жовтня 1912) виходила окремо і кирилицею, і латиницею (підзаголовки номерів в оригіналі: «Выходзиць раз у тыдзень рускімі і польскімі літэрамі» і «Wychodzić szto tydzień ruskimi i polskimi literami»).
1907 року видавництво «Загляне сонце і в наше віконце» опублікувало в Санкт-Петербурзі новий «алфавіт» латиницею, в якому автори зробили модернізацію білоруської латинської графіки. Так автори ввели букву č замість колишньої cz, а також літери š і ž замість sz і ż  відповідно. Збереглися букви ł і w. Інші білоруські видавництва в Вільнюсі, Мінську і Санкт-Петербурзі також пішли слідом за цією реформою. Незабаром ця форма стала практично загальноприйнятим стандартом друку, відомим як «Нашаніўская лацінка».
Збірки поезій Алоїзи Пашкевич «Скрипка білоруська» і «Хрест на свободу» були надруковані вже оновленою латиницею. Також вона зробила спробу створити початкову дитячу хрестоматію по-білоруськи «Перше читання для дітей-білорусів». Перша збірка віршів Янки Купали «Сопілка», що вийшла 1908 року, була надрукована кирилицею, а друга — «Гусляр» (в оригіналі — Huślar) з'явилася 1910 року й була вже надрукована латиницею.
1914 року у Вільно було видано збірку віршів Максима Богдановича «Вінок», на обкладинках якої були поміщені списки книг, які можна замовити у видавництві. Серед 80 видань 44 були доступні кирилицею, 20 — латиницею, а 16 були видані і доступні обома графіками, і тому при їх замовленні також потрібно було вказувати, якими буквами має бути надруковане видання — «рускімі» чи «лацінскімі».

## Латинка 1990—2000-х

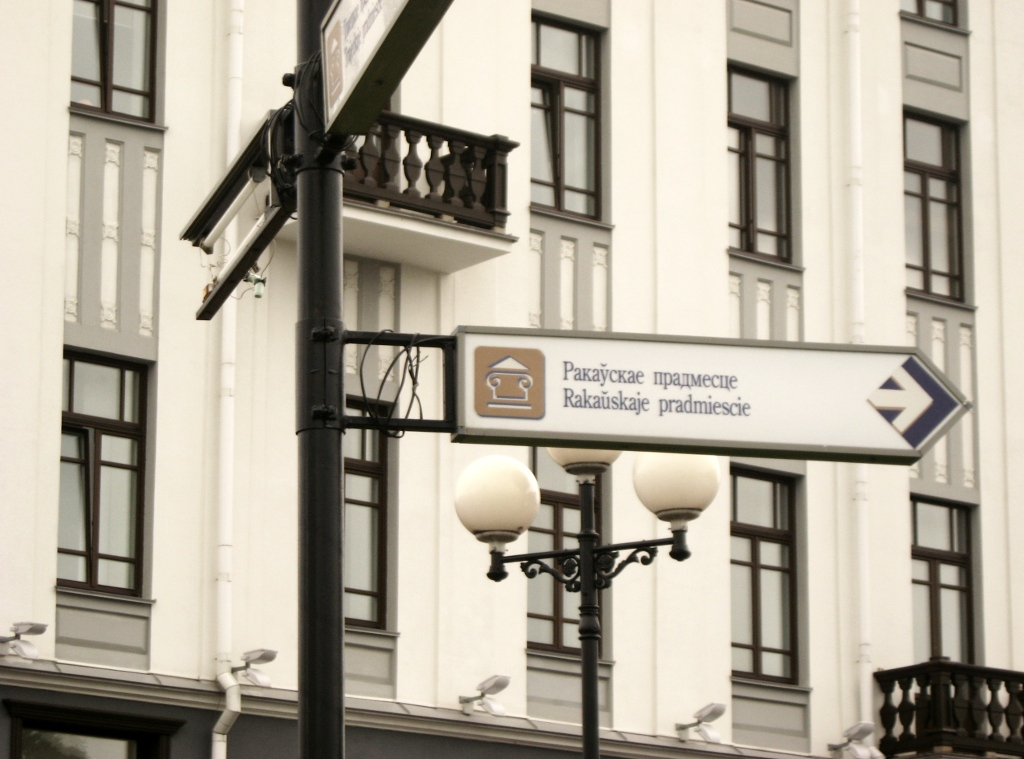
Латинський вказівник у Мінську.

Схема метрополітену Мінська

| Латинка | Кирилиця | IPA     |
| ------- | -------- | ------- |
| A a     | А а      | /a/     |
| B b     | Б б      | /b/     |
| C c     | Ц ц      | /ts/    |
| Ć ć     | Ць ць    | /tsʲ/   |
| Č č     | Ч ч      | /tʂ/    |
| D d     | Д д      | /d/     |
| DZ dz   | Дз дз    | /dz/    |
| DŹ dź   | Дзь дзь  | /dzʲ/   |
| DŽ dž   | Дж дж    | /dʐ/    |
| E e     | Э э      | /ɛ/     |
| F f     | Ф ф      | /f/     |
| G g     | (Ґ ґ)    | /ɡ ~ ɟ/ |

| Латинка | Кирилиця | IPA      |
| ------- | -------- | -------- |
| H h     | Г г      | /ɣ ~ ʝ/  |
| CH ch   | Х х      | /x ~ ç/  |
| I i     | І і      | /i/, /ʲ/ |
| J j     | Й й, ь   | /j/      |
| K k     | К к      | /k ~ c/  |
| L l     | Ль ль    | /lʲ/     |
| Ł ł     | Л л      | /l/      |
| M m     | М м      | /m/      |
| N n     | Н н      | /n/      |
| Ń ń     | Нь нь    | /nʲ/     |
| O o     | О о      | /ɔ/      |
| P p     | П п      | /p/      |

| Латинка | Кирилиця | IPA  |
| ------- | -------- | ---- |
| R r     | Р р      | /r/  |
| S s     | С с      | /s/  |
| Ś ś     | Сь сь    | /sʲ/ |
| Š š     | Ш ш      | /ʂ/  |
| T t     | Т т      | /t/  |
| U u     | У у      | /u/  |
| Ǔ ǔ     | Ў ў      | /u̯/  |
| V v     | В в      | /v/  |
| Y y     | Ы ы      | /ɨ/  |
| Z z     | З з      | /z/  |
| Ź ź     | Зь зь    | /zʲ/ |
| Ž ž     | Ж ж      | /ʐ/  |